# Alžběta z Burgh (1332–1363)
Alžběta z Burgh (anglicky Elizabeth de Burgh, Duchess of Clarence, suo jure 4th Countess of Ulster and 5th Baroness of Connaught , 6. června 1332 hrad Carrickfergus – 10. prosince 1363 Dublin) byla hraběnkou z Ulsteru a vévodkyní z Clarence.
Narodila se jako jediné dítě ulsterského hraběte Viléma, který byl roku 1333 zavražděn a Alžběta se tak stala zákonnou dědičkou rozsáhlého panství v Irsku.
15. srpna 1342 byla v londýnském Toweru provdána za Lionela, třetího syna anglického krále Eduarda III. O pět let později se tehdy devítiletý manžel ujal Alžbětina dědictví a převzal titul hraběte z Ulsteru. Manželství bylo konzumováno roku 1352 a roku 1355 se narodila dcera Filipa. Alžběta zemřela v Dublinu v prosinci 1363 a její tělo bylo uloženo k poslednímu odpočinku v Suffolku v augustiniánském klášteře Clare. Po Lionelově náhlé smrti roku 1368 se dcera Filipa stala dědičkou ulsterského hrabství.